# Xanthoparmelia arida
Xanthoparmelia arida är en lavart som beskrevs av Egan & Derstine. Xanthoparmelia arida ingår i släktet Xanthoparmelia och familjen Parmeliaceae.   Inga underarter finns listade i Catalogue of Life.